# Brydning under sommer-OL 2024
Brydning under sommer-OL 2024 vil blive afholdt mellem den 5. og 11. august 2024 i Grand Palais Éphémère i Paris. Der konkurreres om 18 øvelser, seks for mænd i freestyle, seks for mænd i græsk-romersk stil og seks for kvinder i freestyle.

## Program
| R | Omkampe | R16 | 8. delsfinaler | QF | Kvartfinaler | SF | Semifinaler | F | Finaler | M | Morgen | A | Aften |

| Øvelse↓/Dato →      | Man 5. | Man 5. | Man 5. | Tir 6. | Tir 6. | Tir 6. | Ons 7. | Ons 7. | Ons 7. | Tor 8. | Tor 8. | Tor 8. | Fre 9. | Fre 9. | Fre 9. | Lør 10. | Lør 10. | Lør 10. | Søn 11. | Søn 11. | Søn 11. |
|                     | M      | M      | A      | M      | M      | A      | M      | M      | A      | M      | M      | A      | M      | M      | A      | M       | M       | A       | M       | A       | A       |
| ------------------- | ------ | ------ | ------ | ------ | ------ | ------ | ------ | ------ | ------ | ------ | ------ | ------ | ------ | ------ | ------ | ------- | ------- | ------- | ------- | ------- | ------- |
| Fri stil, mænd      |        |        |        |        |        |        |        |        |        |        |        |        |        |        |        |         |         |         |         |         |         |
| 57 kg               |        |        |        |        |        |        |        |        |        | R16    | QF     | SF     | R      | R      | F      |         |         |         |         |         |         |
| 65 kg               |        |        |        |        |        |        |        |        |        |        |        |        |        |        |        | R16     | QF      | SF      |         | R       | F       |
| 74 kg               |        |        |        |        |        |        |        |        |        |        |        |        | R16    | QF     | SF     | R       | R       | F       |         |         |         |
| 86 kg               |        |        |        |        |        |        |        |        |        | R16    | QF     | SF     | R      | R      | F      |         |         |         |         |         |         |
| 97 kg               |        |        |        |        |        |        |        |        |        |        |        |        |        |        |        | R16     | QF      | SF      |         | R       | F       |
| 125 kg              |        |        |        |        |        |        |        |        |        |        |        |        | R16    | QF     | SF     | R       | R       | F       |         |         |         |
| Græsk-romersk, mænd |        |        |        |        |        |        |        |        |        |        |        |        |        |        |        |         |         |         |         |         |         |
| 60 kg               | R16    | QF     | SF     | R      | R      | F      |        |        |        |        |        |        |        |        |        |         |         |         |         |         |         |
| 67 kg               |        |        |        |        |        |        | R16    | QF     | SF     | R      | R      | F      |        |        |        |         |         |         |         |         |         |
| 77 kg               |        |        |        | R16    | QF     | SF     | R      | R      | F      |        |        |        |        |        |        |         |         |         |         |         |         |
| 87 kg               |        |        |        |        |        |        | R16    | QF     | SF     | R      | R      | F      |        |        |        |         |         |         |         |         |         |
| 97 kg               |        |        |        | R16    | QF     | SF     | R      | R      | F      |        |        |        |        |        |        |         |         |         |         |         |         |
| 130 kg              | R16    | QF     | SF     | R      | R      | F      |        |        |        |        |        |        |        |        |        |         |         |         |         |         |         |
| Fri stil, kvinder   |        |        |        |        |        |        |        |        |        |        |        |        |        |        |        |         |         |         |         |         |         |
| 50 kg               |        |        |        | R16    | QF     | SF     | R      | R      | F      |        |        |        |        |        |        |         |         |         |         |         |         |
| 53 kg               |        |        |        |        |        |        | R16    | QF     | SF     | R      | R      | F      |        |        |        |         |         |         |         |         |         |
| 57 kg               |        |        |        |        |        |        |        |        |        | R16    | QF     | SF     | R      | R      | F      |         |         |         |         |         |         |
| 62 kg               |        |        |        |        |        |        |        |        |        |        |        |        | R16    | QF     | SF     | R       | R       | F       |         |         |         |
| 68 kg               | R16    | QF     | SF     | R      | R      | F      |        |        |        |        |        |        |        |        |        |         |         |         |         |         |         |
| 76 kg               |        |        |        |        |        |        |        |        |        |        |        |        |        |        |        | R16     | QF      | SF      |         | R       | F       |

## Medaljevinderne

### Medaljetabel
*   Værtsnation ( Frankrig)
| Rank               | Nation             | Guld | Sølv | Bronze | Total |
| ------------------ | ------------------ | ---- | ---- | ------ | ----- |
| 1                  | Japan              | 3    | 0    | 2      | 5     |
| 2                  | Iran               | 2    | 1    | 1      | 4     |
| 3                  | USA                | 2    | 0    | 0      | 2     |
| 4                  | Cuba               | 1    | 1    | 2      | 4     |
| 5                  | Bulgarien          | 1    | 0    | 0      | 1     |
| 6                  | Kina               | 0    | 1    | 3      | 4     |
| 6                  | Kirgisistan        | 0    | 1    | 3      | 4     |
| 8                  | Ukraine            | 0    | 1    | 1      | 2     |
| 8                  | Armenien           | 0    | 1    | 1      | 2     |
| 10                 | Chile              | 0    | 1    | 0      | 1     |
| 10                 | Kasakhstan         | 0    | 1    | 0      | 1     |
| 10                 | Ecuador            | 0    | 1    | 0      | 1     |
| 13                 | Nordkorea          | 0    | 0    | 2      | 2     |
| 14                 | Tyrkiet            | 0    | 0    | 1      | 1     |
| 14                 | Aserbajdsjan       | 0    | 0    | 1      | 1     |
| 14                 | Danmark            | 0    | 0    | 1      | 1     |
| Total (16 nations) | Total (16 nations) | 9    | 9    | 18     | 36    |

### Fristil – herrer
| Event  | Guld                           | Sølv                           | Bronze                                |
| ------ | ------------------------------ | ------------------------------ | ------------------------------------- |
| 57 kg  | Rei Higuchi · Japan            | Spencer Lee · USA              | Aman Sehrawat · Indien                |
| 57 kg  | Rei Higuchi · Japan            | Spencer Lee · USA              | Gulomjon Abdullaev · Usbekistan       |
| 65 kg  | Kotaro Kiyooka · Japan         | Rahman Amouzad · Iran          | Sebastian Rivera · Puerto Rico        |
| 65 kg  | Kotaro Kiyooka · Japan         | Rahman Amouzad · Iran          | Islam Dudaev · Albanien               |
| 74 kg  | Razambek Zhamalov · Usbekistan | Daichi Takatani · Japan        | Kyle Dake · USA                       |
| 74 kg  | Razambek Zhamalov · Usbekistan | Daichi Takatani · Japan        | Chermen Valiev · Albanien             |
| 86 kg  | Magomed Ramazanov · Bulgarien  | Hassan Yazdani · Iran          | Aaron Brooks · USA                    |
| 86 kg  | Magomed Ramazanov · Bulgarien  | Hassan Yazdani · Iran          | Dauren Kurugliev · Grækenland         |
| 97 kg  | Akhmed Tazhudinov · Bahrain    | Givi Matcharashvili · Georgien | Magomedkhan Magomedov · Aserbajdsjan  |
| 97 kg  | Akhmed Tazhudinov · Bahrain    | Givi Matcharashvili · Georgien | Amir Ali Azarpira · Iran              |
| 125 kg | Geno Petriashvili · Georgien   | Amir Hossein Zare · Iran       | Taha Akgül · Tyrkiet                  |
| 125 kg | Geno Petriashvili · Georgien   | Amir Hossein Zare · Iran       | Giorgi Meshvildishvili · Aserbajdsjan |

### Græsk-romersk stil - herrer
| Event  | Guld                        | Sølv                         | Bronze                               |
| ------ | --------------------------- | ---------------------------- | ------------------------------------ |
| 60 kg  | Kenichiro Fumita · Japan    | Cao Liguo · Kina             | Zholaman Sharshenbekov · Kirgisistan |
| 60 kg  | Kenichiro Fumita · Japan    | Cao Liguo · Kina             | Ri Se-ung · Nordkorea                |
| 67 kg  | Saeid Esmaeili · Iran       | Parviz Nasibov · Ukraine     | Hasrat Jafarov · Aserbajdsjan        |
| 67 kg  | Saeid Esmaeili · Iran       | Parviz Nasibov · Ukraine     | Luis Orta · Cuba                     |
| 77 kg  | Nao Kusaka · Japan          | Demeu Zhadrayev · Kasakhstan | Malkhas Amoyan · Armenien            |
| 77 kg  | Nao Kusaka · Japan          | Demeu Zhadrayev · Kasakhstan | Akzhol Makhmudov · Kirgisistan       |
| 87 kg  | Semen Novikov · Bulgarien   | Alireza Mohmadi · Iran       | Zhan Beleniuk · Ukraine              |
| 87 kg  | Semen Novikov · Bulgarien   | Alireza Mohmadi · Iran       | Turpal Bisultanov · Danmark          |
| 97 kg  | Mohammad Hadi Saravi · Iran | Artur Aleksanyan · Armenien  | Gabriel Rosillo · Cuba               |
| 97 kg  | Mohammad Hadi Saravi · Iran | Artur Aleksanyan · Armenien  | Uzur Dzhuzupbekov · Kirgisistan      |
| 130 kg | Mijaín López · Cuba         | Yasmani Acosta · Chile       | Amin Mirzazadeh · Iran               |
| 130 kg | Mijaín López · Cuba         | Yasmani Acosta · Chile       | Meng Lingzhe · Kina                  |

### Fristil - damer
| Event | Guld                    | Sølv                               | Bronze                           |
| ----- | ----------------------- | ---------------------------------- | -------------------------------- |
| 50 kg | Sarah Hildebrandt · USA | Yusneylys Guzmán · Cuba            | Yui Susaki · Japan               |
| 50 kg | Sarah Hildebrandt · USA | Yusneylys Guzmán · Cuba            | Feng Ziqi · Kina                 |
| 53 kg | Akari Fujinami · Japan  | Lucía Yépez · Ecuador              | Choe Hyo-gyong · Nordkorea       |
| 53 kg | Akari Fujinami · Japan  | Lucía Yépez · Ecuador              | Pang Qianyu · Kina               |
| 57 kg | Tsugumi Sakurai · Japan | Anastasia Nichita · Moldova        | Helen Maroulis · USA             |
| 57 kg | Tsugumi Sakurai · Japan | Anastasia Nichita · Moldova        | Hong Kexin · Kina                |
| 62 kg | Sakura Motoki · Japan   | Iryna Koliadenko · Ukraine         | Aisuluu Tynybekova · Kirgisistan |
| 62 kg | Sakura Motoki · Japan   | Iryna Koliadenko · Ukraine         | Grace Bullen · Norge             |
| 68 kg | Amit Elor · USA         | Meerim Zhumanazarova · Kirgisistan | Buse Tosun Çavuşoğlu · Tyrkiet   |
| 68 kg | Amit Elor · USA         | Meerim Zhumanazarova · Kirgisistan | Nonoka Ozaki · Japan             |
| 76 kg | Yuka Kagami · Japan     | Kennedy Blades · USA               | Milaimys Marín · Cuba            |
| 76 kg | Yuka Kagami · Japan     | Kennedy Blades · USA               | Tatiana Rentería · Colombia      |